# Ахнаф ибн Кајс
Абу Бахр  Ел Ахнаф ибн Кајс (арапски: الأحنف بن قيس‎) био је муслимански војсковођа који је живео за време Мухамеда. Пореклом је био из арапског племена Бану Тамим и рођен је од два племенита родитеља. Отац га је назвао ад-Дхаххак, али сви су га звали Ел Ахнаф (уска стаза).

## Рани живот
Током првих година од појаве  ислама, Мухамед је послао мисионара у племе Бану Тамим. Чланови племена обавестили су мисионара да се не могу доносити одлуке док не сазнају Ел Ахнафово мишљење. Ел Ахнаф је слушао и испитивао мисионара све док он и цело његово племе нису прихватили ислам. Ел Ахнаф никада није упознао Мухамеда, јер је остао са својим народом током Мухамедовог живота. Након Мухамедове смрти 632. године, многа племена се нису држала договора и побунила су се, али су Ел Ахнаф и његов народ остали  муслимани. Када је чуо за Мусајлимину тврдњу о пророчанству, Ел Ахнаф је отишао са својим ујаком како би се  сусрео са њим. Након што је саслушао Мусајлима, вратио се својим људима и обесхрабрио их да послушају његову лаж.

## За време Омаровог калифата
Када је Омар ибн ел Хатаб постао халифа 634. године, муслиманска освајања изван Арабијског полуострва су се повећала, а Ел Ахнаф је подстакао свој народ да учествује у њима. Када су Персијанци у Ираку опколили муслиманску војску коју је предводио Ел 'Ала ибн ел Хадрами, Омар је наредио Утби ибн Газвану да им пође у помоћ. Утба је послао снаге од 12 000 људи, већина их је била из племена Бану Тамим, а међу њима је био и Ел Ахнаф који је одиграо главну улогу у разбијању опсаде.
Године 639. Ел Ахнаф се вратио у Медину носећи вести о освајању Шуштара и обавестио Омара о пословима у Персији. Након што га је саслушао, Омар је рекао;
Можда Персијанци тако често крше уговоре јер их муслимани малтретирају?
Ел Ахнаф је одговорио:
Забранили сте нам даље освајање, а персијски цар је сада на сигурном међу својим народом. Они ће ратовати с нама све док им он то заповеда ... осим ако нам допустите да наставимо даље са освајањем.
Омар му је дао дозволу да прогони Јездигерда III и поставио Ел Ахнафа на чело војске да доврши освајање Хорасана у последњим фазама његове анексије.
Ел Ахнаф је пратио персијског цара Јездигерда III све док се овај није забарикадирао у граду Марвир-Равд. Јерздигерд III је писао турским и кинеским владарима тражећи помоћ. Ел Ахнаф је послао појачање из Куфе и коначно заузео Марвир-Равд, довршавајући тиме освајање Хорасана.
Градови изван Хорасана потписали су мировне споразуме са Ел Ахнафом.  Затим је он послао писмо Омару обавестивши га о освајању, али је додао да је Јездигерд III побегао у Балх. Омар му је забранио да настави са дубљим продирањек кроз Персију, али му је наредио да учврсти ислам у освојеним земљама. Ел Ахнаф је послушао наређења, али је држао на оку даље деловање Јездигерда III. Када је касније сазнао да су се Турци придружили Персијанцима и да су се заједно приближавали, он је окупио своју војску и улогорио се изван града. Са војском која је била много мања од непријатељске, успео је да победи Персијанце у бици код реке Окс, убивши њиховог вођу, док су се Турци повукли у своју земљу. Јездигерд III је затим побегао на исток повлачећи се из једног округа у други, све док га на крају локални млинар није убио због кесе са новцем у Мерву у Туркменистану 651. године.

## За време и након фитне
Ел Ахнаф се вратио у Басру након похода у Персији и остао да служи исламу, све до времена калифа Али ибн Аби Талиба (умро 660) када су муслимани били подељени у две зараћене стране. Ел Ахнаф се изоловао од овог суђења и послао Алију поруку рекавши: „Спутаћу десет хиљада мачева да се не боре против вас“.
Када је Муавија постао халифа 661. године, Ел Ахнаф га је посетио и упозорио га да се не бори против муслимана или да учествује у било којој Фитни (суђењу). Кад је отишао, калифова сестра љутито рече: „Ко је био тај човек који те је упозорио и претио?“. Он је одговорио:
То је онај, који када се наљути, проузрокује љутњу стотину хиљада људи из Бану Тамима иако не знају разлог његовог беса.
Током друге Фитне учествовао је у биткама код Мадхара и Харура, водећи племена Тамима.
Ел Ахнаф је провео остатак свог живота у Куфи, где је и умро у седамдесетој години.